# Commandos: Hinter feindlichen Linien
Commandos: Hinter feindlichen Linien ist ein Echtzeit-Taktikspiel mit einem Fokus auf Stealth, dessen Handlung im Zweiten Weltkrieg angesiedelt ist. Es ist der erste Teil der vierteiligen Commandos-Reihe des spanischen Entwicklers Pyro Studios. Es erschien im August 1998 für Windows über den britischen Publisher Eidos Interactive. Im März 1999 erschien eine Erweiterung mit dem Titel Commandos: Im Auftrag der Ehre.

## Handlung
Während des Zweiten Weltkriegs agiert eine kleine Einheit der Alliierten hinter den feindlichen Linien und versucht, durch gezielte Nadelstiche den Krieg für sich zu entscheiden. Dieser Kommandotrupp besteht aus verschiedenen Spezialisten unterschiedlicher Spezialgebiete, die sich gegenseitig ergänzen können.

## Spielprinzip
Der Spieler steuert seinen Kommandotrupp in Echtzeit. Ziel ist es, den Gegner möglichst lautlos auszuschalten oder sich an ihm vorbei zu schleichen. Die Missionsziele sind in der Regel das Zerstören von bestimmten Objekten, wie etwa Radarstationen, Staudämme oder einen Zug.
Das Spielfeld wird aus der Vogelperspektive betrachtet. Die Kommandos befinden sich zu Beginn eines jeden Einsatzes an einem festgelegten Punkt. Die gegnerischen Soldaten laufen Patrouillen oder stehen auf einem festen Platz. Das Blickfeld eines Feindes kann angezeigt werden; es unterteilt sich in einen nahen Bereich, in dem der Spieler auf jeden Fall gesehen wird, und in einen fernen Bereich, in dem sich die Kommandos kriechend bewegen können, ohne gesichtet zu werden.
Insgesamt bietet das Spiel 20 Hauptmissionen, welche in ihrer Schwierigkeit ansteigend sind. Zusätzlich gibt es zu jedem einzelnen Kommando ein kurzes Tutorial, in dem die Fähigkeiten der Spezialisten ausprobiert werden können.
Durch verschiedene Kampagnen wird der Spieler an unterschiedliche Schauplätze des Zweiten Weltkriegs gebracht, beispielsweise in Norwegen, Nordafrika, Frankreich und Deutschland.
Insgesamt besteht der Kommandotrupp aus sechs Spezialisten: Green Beret, Scharfschütze, Marine, Pionier, Fahrer und Spion. Oft hat der Spieler nur bestimmte Figuren zur Auswahl, um die Missionen zu absolvieren.

### Mehrspielermodus
Commandos: Hinter feindlichen Linien verfügt über einen Netzwerk-Mehrspielermodus, der es den Spielern erlaubt, die 20 bekannten Missionen gemeinsam zu bestreiten.

## Im Auftrag der Ehre (Add-on)
Ein Jahr später erschien am 30. März 1999 die eigenständige Erweiterung Commandos: Im Auftrag der Ehre. Das Spiel verfolgte die identische Handlung: Der Kommandotrupp, bestehend aus den sechs aus dem Hauptprogramm bekannten Spezialisten, agiert hinter den feindlichen Linien durch gezielte und sehr taktische Aktionen. Das Spiel bot acht neue Hauptmissionen, wobei schon die ersten Levels, verglichen mit dem Hauptprogramm, einen sehr großen Umfang hatten. Neben den acht Aufträgen stehen dem Spieler zwei Tutorials zur Verfügung, in denen man sich mit jeweils drei Spezialisten vertraut machen konnte. Zusätzlich wurden die Kommandos mit neuen Fähigkeiten ausgestattet. Beispielsweise können gegnerische Soldaten bewusstlos geschlagen und gefesselt werden. Das Spiel ist ohne das Hauptprogramm spielbar und verfügt ebenfalls über den bekannten Mehrspielermodus.

## Rezeption
Commandos: Hinter feindlichen Linien sowie die Erweiterung wurden von den Computerspielmagazinen positiv aufgenommen.
„Detaillierter, fordernder Taktik-Nervenkitzel“, so resümierte die GameStar in ihrer Juli-Ausgabe 1998 das Spiel Commandos: Hinter feindlichen Linien. Chefredakteur Jörg Langer lobte die „Abkehr vom sonstigen Echtzeit-Allerlei“, womit gemeint war, dass nach zwei, drei eingesteckten Treffern eine Spielfigur bereits erledigt ist. Langer legte nach und behauptete „wer innerhalb von zehn Minuten Erfolgserlebnisse haben will, sollte sich dieses Spiel nicht antun.“
Die Erweiterung wurde ein Jahr später von der GameStar in ihrer Mai-Ausgabe ebenfalls positiv aufgenommen. Gunnar Lott urteilte, das Spiel sei sinnvoll „verbessert und noch schwerer.“ Gleichzeitig merkte er jedoch an, dass acht Level für den damaligen Verkaufspreis zu wenig seien.

## Veränderungen der deutschen Version und Indizierung
Die deutsche Version des Spiels sowie die Erweiterung wurden in einigen Elementen verändert. Die Darstellung von Blutspritzern wurde entfernt und von getöteten Soldaten sieht man keine Leichen, sondern lediglich ein symbolisches Grab mit Totenkreuz. Trotzdem können auch in dieser Art der Darstellung Leichen weggetragen und woanders abgelegt werden. Weiterhin wurden im Spiel Darstellungen von Hakenkreuzen und ähnlichen NS-Symboliken verfremdet, entsprechendes Vokabular in den Texten ersetzt und Videosequenzen mit NS-Bezug ersatzlos entfernt.
Die englische Originalfassung wurde am 24. Juni 1999 durch das Amtsgericht Kassel nach § 86a StGB beschlagnahmt (Az.: 132 Js 32822.9/98-201 Gs) und am 30. Juni 1999 mit Bekanntmachung der Bundesprüfstelle für jugendgefährdende Schriften indiziert.
Die Indizierung der unzensierten Version wurde nach Ablauf der 25-Jahres-Frist im Mai 2024 von der Bundeszentrale für Kinder- und Jugendmedienschutz aufgehoben.